# Niltava
Genre
Niltava est un genre d’oiseaux de la famille des Muscicapidae.

## Liste d'espèces
D'après la classification de référence (version 5.2, 2015) du Congrès ornithologique international (ordre phylogénique) :
- Niltava davidi – Gobemouche de David
- Niltava sundara – Gobemouche sundara
- Niltava sumatrana – Gobemouche de Sumatra
- Niltava vivida – Gobemouche à ventre roux
- Niltava grandis – Grand Gobemouche
- Niltava macgrigoriae – Gobemouche de McGrigor